# Parlamentarne volitve v Združenem kraljestvu 2017
Parlamentarne volitve v Združenem kraljestvu 2017 so potekale 8. junija 2017. Volitve v 650-članski spodnji dom parlamenta so potekale v 650 okrožjih po Združenem kraljestvu. Za oblikovanje večine zmagovalci potrebujejo 326 sedežev.

## Rezultati

### Rezultati glasovanja
| Stranka                          | Stranka | Vodja           | Sedeži | Sedeži | Sedeži    | Glasovi    | Glasovi | Glasovi |
| Stranka                          | Stranka | Vodja           |        | %      |           |            | %       |         |
| -------------------------------- | ------- | --------------- | ------ | ------ | --------- | ---------- | ------- | ------- |
| Konservativci (CON)              |         | Theresa May     | 317    | 48.8%  | 317 / 650 | 13,616,601 | 42.4%   | 0%      |
| Laburisti (LAB)                  |         | Jeremy Corbyn   | 261    | 40.2%  | 261 / 650 | 12,858,652 | 40.0%   | 0%      |
| Škotska nacionalna stranka (SNP) |         | Nicola Sturgeon | 35     | 5.4%   | 35 / 650  | 977,569    | 3.04%   | 0%      |
| Liberalci (LIB-DEM)              |         | Tim Farron      | 12     | 1.8%   | 12 / 650  | 2,367,048  | 7.36%   | 0%      |
| Združeni demokrati (ZD)          |         | Arlene Foster   | 10     | 1.5%   | 10 / 650  | 292,316    | 0.909%  | 0%      |

| 317           | 35  | 12  | 3  | 261       |
| Konservativci | SNP | LIB | ZD | Laburisti |